# Lough Gowna
Lough Gowna är en ort i republiken Irland.   Den ligger i provinsen Ulster, i den norra delen av landet, 100 km nordväst om huvudstaden Dublin. Lough Gowna ligger 86 meter över havet och antalet invånare är 161.
Terrängen runt Lough Gowna är platt. Runt Lough Gowna är det ganska glesbefolkat, med 27 invånare per kvadratkilometer. Närmaste större samhälle är Cavan, 17,2 km nordost om Lough Gowna. Trakten runt Lough Gowna består i huvudsak av gräsmarker.